# Гліб Васильович
Гліб Васильович (Василькович) (1237 — 13 грудня 1278), князь Білозерський (1238—1278), князь Князь Ростовський (1277—1278) — руський князь, правнук князя Всеволода Юрійовича Велике Гніздо, сина Юрія Долгорукого, був одружений з Феодорою Сартаківною, онучкою Батия.
Різні джерела дають неоднакові дані про дітей, що народилися від їхнього шлюбу: одні родоводи дають Глібу в сини Дем'яна та Михайла, інші — ще Василя і Романа; треті — Дем'яна, Василя і Михайла або Василя і Михайла. З упевненістю можна говорити лише про Дем'яна і Михайла, відомих за літописами; інші є особами сумнівними.